# 딜타이 교육학
《딜타이 교육학》(독일어: Pädagogik: Wilhelm Dilthey)은 독일 철학자 빌헬름 딜타이의 교육철학을 다룬다.

## 딜타이와 교육학
딜타이는 교육학자로서보다는 철학자, 역사학자로 더 잘 알려져 있다. 하지만 딜타이는 교육학의 발전에도 커다란 공헌을 했다. 18세기 헤르바르트와 슐라이어마허에 의해 교육학이 하나의 학문으로 정립될 수 있었지만 경험과 사변, 연역과 귀납의 조화를 보다 정교화할 수 있었던 것은 딜타이의 공으로 돌릴 수 있다. 딜타이 생존 당시 그의 교육학은 별다른 주목을 받지 못했다. 오히려 딜타이 사후 그의 전집이 발간되면서 1920년과 1930년대 놀(Nohl, 1879∼1960), 리트(Litt, 1880∼1962), 슈프랑거(Spranger, 1882∼1963)와 같은 독일의 학문적 교육학의 대표학자들에게 지대한 영향을 미쳤다. 놀이 주로 딜타이의 역사적 해석학적 방법론에 관심을 가진 반면 리트는 딜타이의 정신과학 이론과 역사적 세계에, 슈프랑거는 딜타이의 심리학을 계승하여 발전시켰다. 딜타이의 교육 사상을 정신과학적 교육학으로 승화시키는 데 공헌한 학자들은 주로 놀과 사승 관계에 있었던 베니거(Weniger, 1893∼1961), 플리트너(Wilhelm Flitner, 1889∼1990), 볼노(Bollnow, 1903∼1991) 등이다. 1960년대 이후 적어도 1990년대까지 베니거의 제자들로서 독일 교육학을 주도했던 블랑케르츠, 클라프키, 몰렌하우어 등도 딜타이의 정신과학적 교육학에 기반을 두고 비판 이론을 수용하였던 점을 보더라도 사상적 원류로서 딜타이가 차지하는 비중을 짐작하고 남음이 있을 것이다. 딜타이의 교육학에 관한 중요한 문헌들이 번역됨으로써 지금까지 딜타이 학파나 그 계승자들에 의한 간접적 이해를 넘어 사상적 원류에 직접 다가설 수 있는 계기를 마련했다고 할 수 있다.
이러한 관점에서 ＜Dilthey 해석학과 정신과학적 교육학의 전개과정＞(손승남, ＜교육사상연구＞ 제21권 제1호, 121∼138, 2007)은 딜타이 교육학의 계승과 발전 과정을 조망할 수 있도록 도움을 줄 것이다. 이 연구는 독일 현대 교육학의 기저를 이루고 있는 정신과학적 교육학을 ‘해석학적 전환’이라는 최근 학문적 경향성에 비추어 재조명하고 있다. 이 논문을 통해 독자들은 정신과학적 교육학의 사상적 기반을 제공해 주는 딜타이 해석학과 소위 ‘딜타이 학파’로 일컬어지는 일군의 학자들에 의해서 전개된 정신과학적 교육학의 다양한 입장들을 이론과 실천, 상대적 자율성, 역사성과 해석학과 같은 핵심 개념을 통해 좀 더 심층적으로 이해하게 될 것이다. 경험적 교육과학과 비판적 교육학의 비판을 받은 후 정신과학적 교육학은 질적 교육 연구의 확산과 함께 교육해석학, 교육학적 전기 연구, 객관적 해석학, 생활 세계 연구 등으로 진화하는 모습을 보이고 있다. 이러한 변화는 무엇보다도 교육적 ‘경험’이 풍부하게 살아 있는 교육실제에서 출발하면서도 그 경험의 배후에 있는 삶의 의미를 ‘이해’해야 한다는 딜타이의 정신과학적 교육학의 기본 사고를 다시금 정당화해 주는 것이다.
물론 ≪딜타이 전집≫과 ≪교육학 선집≫에 산재된 교육학 관련 글들을 한데 모으다 보니 사상 자체에서 중복된 부분이나 아직 영글지 않은 모습들이 간간이 눈에 띈다. 사상적 흐름을 시대적으로 구분하지 않아서 전후가 매끄럽지 않은 대목도 있다. 독자들은 이런 점들을 특히 유의해야 할 것이다. 아직 국내에선 딜타이에 관한 전기물 하나 우리말로 번역된 것이 없다. 다행히도 한스 쇼이얼(Scheuerl, 1919∼2004)이 엮은 글을 번역한 ≪교육학의 거장들 2≫(정영근 외, 한길사, 2004)에 딜타이의 삶과 저술 등이 소개되어 있으니 이 책과 함께 읽으면 도움이 될 것이다. 그 안에 딜타이 학파에 해당하는 일군의 학자들, 가령 놀, 리트, 슈프랑거, 플리트너 등이 교육학의 거장 반열에 올라 있으므로 계통적으로 읽는다면 더욱 좋을 것이다. 아울러 흔히 딜타이를 삶의 철학 혹은 생철학의 대표자로 거론하는데, 이 사상을 교육학적으로 가장 충실하게 계승한 학자 중의 한 사람이 볼노다. 그의 대표작 ≪실존철학과 교육학≫(윤재흥 역,학지사, 2008)이 다시 번역되었으니 딜타이 생철학이 교육학에서 어떻게 결실을 맺고 있는지를 보는 것도 흥미로울 것이다.

## 딜타이 교육학 선집
철학, 역사학, 문학 등 인문학의 모든 분야를 자유롭게 넘나들었던 딜타이의 경우 교육학을 따로 분리해서 고찰하는 일이 쉽지는 않다. <딜타이 교육학 선집>에서 교육학을 주제로 설정한 것은 표면적으로 교육 혹은 교육학과 관련된 딜타이의 글을 한데 묶은 것에 불과하다. 그의 교육과 교육학을 좀 더 심층적으로 이해하기 위해서는 그 배경이 되는 정신과학과 심리학에 대한 이해가 선행되어야 한다.
딜타이에 의하면 정신과학은 역사 및 사회적 실재를 대상으로 하는 모든 학문으로 규정된다. 오늘날의 관점에서 보면 정신과학은 인문학과 사회과학을 아우르는 복합적 학문 개념으로 볼 수 있다. 그 당시 딜타이는 자연과학으로부터 정신과학을 구분하기 위하여 이 개념을 쓰기 시작했다. 그는 인과율이 지배하는 자연의 세계를 인식하는 방법과 다른 방식으로 인간의 세계를 파악하고자 했다. 인류가 존재하는 정신의 세계에는 도처에 가치들, 삶의 목적, 행위의 목표들이 자리하고 있으므로 자연과학과는 다른 학문이 절실하다는 것을 인식한 것이다. 자연의 세계에서는 기계적인, 공허한 반복의 성격을 갖는 자연 흐름의 객관적 필연성이 존재한다. 자연과학의 과제는 자연 변화 속에 내재하는 규칙성과 자연현상의 인과적 법칙을 밝히고 입증하는 것이다. 딜타이에 의하면 외적 자연을 연구 대상으로 하는 자연과학과는 달리 인간의 삶 속에서 역사적으로 발전하는 정신적 사실들이 정신과학의 대상이 된다. 즉 정신과학은 인간, 역사 및 사회 전반에 관한 학문인 것이다. 인간의 정신을 다루는 이러한 학문의 범주는 인간의 삶과 관련된 모든 영역을 포괄하게 된다. 역사, 국민경제, 법학, 국가학, 종교학, 문학이나 시 연구, 미술과 음악, 철학적 세계관의 연구들은 물론 심리학도 정신과학의 범주에 속한다고 볼 수 있다. 교육학에 관해서 딜타이는 직접 언급하고 있지 않지만 인간의 삶을 대상으로 하며, 그 당시 응용심리학의 하나로 교육학을 보려던 경향성에 비추어보면 교육학 또한 이 범주에 포함시켜서 보는 것도 무리는 아닐 것이다.
이처럼 정신과학에서는 인간이 삶의 통일체로서 그 기초를 이룬다. 인간이 삶의 통일체로서 존재한다는 것은 인간이 두 가지 관점에서 파악될 수 있다는 것을 의미한다. 우리는 한편 인간을 정신적 사실들의 총화로, 다른 한편 육체적인 사실들의 종합으로 볼 수 있다. 인간은 하나의 정신적이고 육체적인 존재로서 두 가지 사실들의 생동적인 관계를 포함한다. 그러나 우리는 이러한 인간의 두 가지 존재 방식을 결코 동시에 파악할 수 없다. 따라서 정신적 사실들은 육체적인 사실들과의 구분 속에 파악될 필연성이 생긴다.

## 고대 그리스와 로마의 교육
삶을 그 자체로부터 ‘이해’하려는 정신과학의 토대 위에 설정된 딜타이의 교육학은 민족성·역사성·사회성·문화성·체계성과 같은 특성을 지닌다. 딜타이는 이러한 기반 위에서 교육사의 한 단면으로서 고대 그리스와 로마의 교육을 살펴보고 있다. 
오늘날 유럽문화의 원형을 이루고 있는 문화는 헬레니즘과 헤브라이즘이다. 그중에서도 교육사적으로 볼 때 서양문화를 구성하는 원류 중 하나로 꼽을 수 있는 것이 고대 그리스 도시국가에 바탕을 두고 있는 헬레니즘 문화다. 모든 철학이 플라톤에서 발원하는 것처럼 오늘날의 모든 서양문화는 그리스에 그 시원(始原)을 두고 있다고 해도 과언이 아니다. 그리스 문화는 인문주의와 자유교양 교육의 특성을 지니고 있다. 이러한 특성은 군국주의적이었던 스파르타보다 비교적 자유로웠던 아테네의 전통에서 찾을 수 있다. 교육의 핵심 개념으로 훈련, 교육, 도야라는 의미를 지닌‘파이데이아(paideia)’에서 우리는 그리스 교육의 인본주의적 특성을 엿볼 수 있다. 그리스인들은 건강한 신체와 건전한 정신의 조화 및 균형을 추구했으며, 아름답고 선한 인간이 되고자 했다.
소크라테스는 삶의 참의미를 탐구하고, 교육의 윤리적 측면을 숙고함으로써 인간교육의 원형을 남겨주었다. 플라톤은 소크라테스의 영향을 받아 지적/도덕적 상대주의에 저항했고, 보편타당한 개념을 통해 자신의 인식론과 형이상학을 정립했다. 그는 ≪국가≫에서 서양 최초로 체계적인 교육사상을 제시했다. 이상주의자인 플라톤이 모든 사물과 별도로 존재하는 이데아에서 실재를 찾았다면, 현실주의자인 아리스토텔레스는 개별적 사물에서 실재를 찾는다. 아리스토텔레스는 ‘덕(virtue)’ 교육론자로도 널리 알려져 있다. 그의 ≪니코마코스 윤리학≫에서 ‘덕(德)’은 기능과 밀접하게 관련된다. 플라톤의 교육론이 이상국가 건설을 위한 유용한 시민의 양성에 초점을 둔 반면, 아리스토텔레스는 ‘행복’, ‘중용’, ‘덕’, ‘이성’과 같은 개념을 교육적 논의에 끌어들임으로써 교육의 차원을 한 단계 승화시켰다고 볼 수 있다.
그리스 문화가 화려하고 심미적인 데 비해, 로마 문화는 강건하고 실용적이며, 단순미가 있다. 고대 그리스가 문학·학문·예술·철학에서 탁월성을 보인 반면, 고대 로마는 법률·건축·도로와 같은 실용적인 면에서 우수성을 보였다. 로마인은 그리스인과 같은 심미적 감각이나 창의적 조형 능력은 지니고 있지 않았지만, 발전된 문화를 모방하고, 다른 문화에 쉽게 동화할 수 있는 능력을 갖추고 있었다. 대로마제국은 자신의 문화적 특징을 바탕으로 그리스의 화려한 문화를 수용?모방하여 자신들의 고 한 문화로 발전시켰을 뿐만 아니라 정복민의 문화에 흡수·동화될 수 있었던 로마정신을 기반으로 탄생할 수 있었다.

## 서지 정보
- 《딜타이 교육학 선집》, 손승남 역, 2009년, 지식을만드는지식[깨진 링크(과거 내용 찾기)] ISBN 978-89-6228-114-9
- 《고대 그리스와 로마의 교육》, 손승남 역, 2009년, 지식을만드는지식[깨진 링크(과거 내용 찾기)] ISBN 978-89-6406-204-3